# Luboš
Luboš je mužské křestní jméno slovanského původu. Jedná se o zkrácenou verzi jména Lubomír nebo Luboslav, jeho význam je obvykle uváděn jako „milý“.
Podle českého kalendáře má svátek 16. července.

## Statistické údaje
Následující tabulka uvádí četnost jména v ČR a pořadí mezi mužskými jmény ve srovnání dvou roků, pro které jsou dostupné údaje MV ČR – lze z ní tedy vysledovat trend v užívání tohoto jména:
| Rok       | Četnost   | Pořadí   |
| 1999      | 22 732    | 41.      |
| 2002      | 22 755    | 42.      |
| Porovnání | o 23 více | o 1 hůře |
| 2006      | 22 715    | 44.      |

Změna procentního zastoupení tohoto jména mezi žijícími muži v ČR (tj. procentní změna se započítáním celkového úbytku mužů v ČR za sledované tři roky 1999-2002) je +0,8%.

## Známí nositelé jména
- Luboš Fišer – český skladatel
- Luboš Loučka – český profesionální fotbalista
- Luboš Motl – český teoretický fyzik žijící v USA
- Luboš Sluka – český hudební skladatel
- Luboš Kohoutek – český astronom
- Luboš Kostelný – slovenský herec
- Luboš Kubík – český fotbalista
- Luboš Kozel – český fotbalista
- Luboš Zajíček – český jazzový kornetista.